# David Bronstein
David Ionovich Bronstein (russo: Дави́д Ио́нович Бронште́й; 19 de fevereiro de 1924 - 5 de dezembro de 2006) foi um jogador de xadrez soviético e russo. Recebeu o título de Grande Mestre Internacional pela FIDE em 1950, ele por pouco não se tornou campeão mundial de xadrez em 1951. Bronstein foi um dos jogadores mais fortes do mundo de meados dos anos 1940 até meados dos anos 1970 e foi descrito por seus colegas como um gênio criativo e mestre em táticas. Também um renomado escritor de xadrez, seu livro Zurich International Chess Tournament 1953 é considerado um dos maiores livros de xadrez já escritos.

## Jogo do Campeonato Mundial de 1951 contra Botvinnik
Bronstein é um dos maiores jogadores a não ter vencido o Campeonato Mundial. Ele chegou perto dessa meta quando empatou a partida do Campeonato Mundial de 1951 por 12-12 com Mikhail Botvinnik, o campeão em título. Cada jogador ganhou cinco jogos e os restantes 14 jogos foram empatados.
Em uma partida em que a liderança oscilou para frente e para trás várias vezes, os dois jogadores testaram um ao outro em uma ampla variedade de formações iniciais, e todos os jogos (exceto o 24º) foram intensos e jogados duro para um final claro. Bronstein frequentemente evitava jogadas que ele havia defendido em eventos anteriores e frequentemente adotava as variações preferidas de Botvinnik. Essa estratégia pareceu pegar Botvinnik de surpresa; o campeão não jogava competitivamente há três anos, desde a conquista do título em 1948. A qualidade do jogo era muito alta para ambos os jogadores, embora Botvinnik posteriormente reclamasse de seu próprio jogo fraco. Ele reconheceu a contragosto o enorme talento de Bronstein. Bronstein conquistou quatro de suas cinco vitórias por meio de difíceis combinações táticas, vencendo antes do adiamento de uma forma altamente complexa. Ele liderava por um ponto a dois jogos do fim, mas perdeu o 23º jogo e empatou o jogo final (24º). Pelas regras da FIDE, o título permanecia com o titular e Bronstein nunca mais chegaria tão perto.
Botvinnik escreveu que o fracasso de Bronstein foi causado por uma tendência de subestimar a técnica de final de jogo e uma falta de habilidade em posições simples. Botvinnik venceu quatro finais praticamente iguais após os adiamentos, e sua quinta vitória veio em um final de jogo em que Bronstein renunciou no lance 40. Esses jogos adiados representaram quatro das cinco vitórias de Botvinnik; Botvinnik não tinha mais do que uma vantagem mínima nesses jogos quando foram adiados no lance 40.
O pai de Bronstein às vezes estava secretamente na plateia durante os jogos da disputa pelo título de 1951, numa época em que ele não tinha permissão oficial para entrar em Moscou.